# Tasmanski jezik
Tasmanski jezik (ISO 639-3: xtz; palawa kani), jezik Tasmanaca, tasmanskih aboridžina (sebe zovu Parlevar) koji se negdje do 16. stoljeća govorio na otoku Tasmanija pred australskom obalom. Postojala je podjela na više plemena, a kao najveće spominju se Paredarerme, a ostala su bila Oyster Bay Tribe, North East Tribe, North Tribe, Big River Tribe, North Midlands Tribe, Ben Lomond Tribe, North West Tribe, South West Tribe i South East Tribe. Posljednja punokrvna Tasmanka umrla je 1876. u Hobartu. 
Pripadao je velikoj australskoj porodici. Očuvao se kao kreolski na otocima Flinders i Cape Barren do ranog 20. stoljeća (1905.), a posljednja govornica bila je Fanny Cochrane Smith.

## Vanjske poveznice
- The Tasmanian Language